# TBC클리닉 건강365
《TBC클리닉 건강365》는 TBC TV에서 매주 토요일 오전 10시에 방송 중인 건강 정보 프로그램이다.

## MC
- 김도휘
- 김대진
- 신상윤
- 김선희 아나운서

## 경쟁 프로그램
- TV 메디컬 약손 (대구MBC TV)